# Flock
Flock er en fri webbrowser baseret på teknologien bag Mozilla Firefox. Browseren specialiserer sig i at tilbyde enkle værktøjer til fremmelsen af sociale netværk på nettet og Web 2.0-faciliteter indbygget i dens brugergrænseflade. Flock v2 blev officielt udgivet den 14. oktober 2008.